# Hispanognatha guttata
Hispanognatha guttata är en spindelart som beskrevs av Elizabeth Bangs Bryant 1945.
Hispanognatha guttata ingår i släktet Hispanognatha och familjen käkspindlar. Inga underarter finns listade i Catalogue of Life.